# افتادگی دریچه میترال
افتادگی دریچه میترال (به انگلیسی: Mitral Valve prolapse) یا به اختصار MVP یک نوع اختلال در کار دریچه میترال قلب است. این لت‌ها بزرگ می‌شود و به سمت داخل دهلیز چپ کشیده می‌شوند که گاهی طی انقباض ناگهان با صدا بسته می‌شوند و ممکن است منجر به برگشت خون به دهلیز چپ (پس‌زنی) شود.
افتادگی یا پرولاپس دریچه قلب در واقع همان سندروم افتادگی دریچه میترال به طرف دهلیز چپ طی انقباض قلب است. در این حالت یک یا هر دو دریچه ممکن است خوب بسته نشوند که باعث بازگشت (پس‌زنی) خون می‌شود. این پس زنی خون می‌تواند منجر به مورمور یا سوفل قلبی (صدای غیرطبیعی در قلب که مربوط به جریان خون غیرطبیعی است) شود. پس‌زنی میترال معمولاً حالت خفیفی دارد.
دریچه میترال بین دهلیز چپ و بطن چپ قرار گرفته‌است و شامل دو لت (لنگه) است. وجه نامگذاری این دریچه به خاطر شباهت آن به میتر، یعنی کلاهی است که اسقف‌های کاتولیک در مراسم خود می‌پوشند. به‌طور طبیعی لت‌های این دریچه طی انقباض بطن چپ (سیستول) به وسیله تارهای نگه‌دارنده محکم بسته نگه داشته می‌شوند.

## علل
علت اصلی این حالت کاملاً مشخص نیست اما به نظر می‌رسد با توارث ارتباط داشته باشد. افتادگی به دو صورت اولیه و ثانویه وجود دارد:
افتادگی اولیه به واسطه ضخیم شدن یکی از یا هر دو لت دریچه مشخص می‌شود. اثرات دیگر آن شامل فیبروز سطح لت دریچه، نازک یا طویل شدن تارهای نگهدارنده و باقی‌مانده‌های فیبرین روی لت می‌باشد.
در نوع ثانویه MVP، لت‌ها ضخیم نمی‌شوند بلکه علت افتادگی وارد شدن صدمه ایسکمیک (ایجاد شده توسط کاهش جریان خون در نتیجه بیماری عروق کرونر) به عضلات نگهدارنده دریچه متصل به تارهای نگهدارنده یا تغییر عملکرد در میوکارد است.
افتادگی ثانویه ممکن است ناشی از وارد شدن آسیب به ساختار دریچه طی آنفارکتوس میوکاردیال حاد، بیماری روماتیسم قلبی، یا (بزرگ شدن بطن چپ قلب) باشد.

## علائم
افتادگی دریچه میترال ممکن است نشانه خاصی را در پی نداشته باشد. شایع‌ترین علائم آن عبارت‌اند از:
تپش قلب که معمولاً مربوط به انقباضات ناقص بطنی است، اما ضربات مافوق بطنی (ضربان غیرطبیعی که در بالای بطن‌ها شروع می‌شود) نیز تشخیص داده شده‌اند.
در برخی موارد نادر بیماران ممکن است تپش‌هایی را تجربه کنند بدون آن که ناهماهنگی ضربانی مشاهده شود. - درد قفسه سینه: این درد مربوط به افتادگی متفاوت از درد قفسه سینه مربوط به بیماری عروق کرونر است و گاهی روی می‌دهد. معمولاً درد قفسه سینه مانند آنژین صدری نیست اما می‌تواند موذی و ناتوان‌کننده باشد.
معمولاً افتادگی لتهای دریچه میترال باعث نارسایی قلبی نمی‌شود، اما در موارد نادری که پس زدن خون از بطن چپ به دهلیز چپ وجود داشته باشد، دهلیز چپ و بطن چپ ممکن است بزرگ شوند که این پیآمد مهم و نادری در بیماری پرولاپس میترال است که احتیاج به درمان اختصاصی دارد.
یکی از شکایت‌هایی که ممکن است برای بیماران افتادگی دریچه میترال رخ دهد، شکایت‌های اضطرابی است که غالباً به صورت اضطراب منتشر یا گذرهراسی (آگورافوبیا) رخ می‌دهد. سردردهای میگرنی یکی دیگر از نشانه‌های احتمالی افتادگی دریچه میترال است.

## تشخیص
افرادی که دچار افتادگی دریچه قلب هستند معمولاً نشانه‌ای ندارند و تشخیص آن از طریق آزمایش‌ها روتین صورت می‌گیرد. یک راه تشخیص گوش دادن به صدای قلب به وسیله گوشی پزشکی است که افتادگی را تشخیص می‌دهد. بهترین شیوه تشخیص بیماری استفاده از پژواک‌نگاری قلب (اکوکاردیوگرافی) است. اگر فردی دچار نارسائی میترال است ولی هیچ علائمی نداشته باشد پزشک توصیه می‌کند به شکل دوره ای برای ویزیت مراجعه نماید.

## شیوع
بر اساس بعضی مطالعات شیوع بیماری بین ۵ تا ۱۵ در صد متغیر است.

## درمان دارویی
افتادگی دریچه میترال در اکثر بیماران بدون علامت است و نیاز به هیچ گونه درمانی ندارد اما در صورتی که علایم ایجاد شود پزشک می‌تواند برای درمان درد، اختلال ریتم قلبی یا سایر عوارض دارو تجویز کند. بعضی از این داروها عبارتند از:
- بتا بلوکرها: این داروها از طریق کاهش تعداد ضربان قلب باعث کاهش آریتمی می‌شوند. بتابلوکرها باعث گشاد شدن رگ‌ها و بهبود در خون رسانی خواهند شد.
- آسپرین: اگر فرد سابقه شلی دریچه میترال به همراه سکته مغزی داشته باشد پزشک برای کاهش شانس سکته مجدد مغزی ممکن است آسپرین تجویز نماید.
- متوپرولول
- داروهای تنظیم کننده ریتم قلب: ممکن است پزشک داروهایی مانند: فلکاینید، پروکائین آمید، سوتالول ویا آمیو دارون برای کنترل ریتم قلب تجویز نماید.
- داروهای آنتی کواگولانت (رقیق کننده‌های خون) مانند وارفارین (کومادین) یا شبه وارفارین، هپارین و دابیگارترون که از ایجاد لخته خون جلوگیری می‌کند. این دارو در صورتی بیمار دارای سابقه فیبریلاسیون دهلیزی باشد تجویز می‌شود.[۴]

## درمان جراحی
- ترمیم دریچه (Valve repair)

در این روش دریچه اصلی حفظ می‌شود. در اغلب افراد سعی در بکار بردن این روش است تا مشکل دریچه اصلاح شود. دریچه میترال از ۲ لت مثلثی تشکیل شده‌است این لت‌ها از طریق آنولوس به عضله قلب می‌چسبد. جراحی با اصلاح ساختار دریچه میترال نارسایی دریچه را کاهش می‌دهد.
تعویض دریچه (Valve replacement)
اگر ترمیم دریچه امکان‌پذیر نباشد، جراح دریچه را تعویض خواهد کرد. در این روش دریچه میترال خراب بریده شده و خارج می‌شود و به‌جای آن یک دریچه مصنوعی جایگزین می‌شود. دریچه مصنوعی ۲ نوع هستند یا مکانیکال یا ساخته شده از بافت.
نوع مکانیکال عمری طولانی دارند. اما بیماران با دریچه مکانیکال باید در تمام عمر از داروهای ضد انعقاد مانند وارفارین استفاده نمایند تا از ایجاد لخته روی دریچه جلوگیری شود. اگر روی دریچه میترال لخته به‌وجود آید ممکن است با رها شدن به سوی مغز سکته مغزی به وجود آورد.
نوع بافتی از حیوانات مانند خوک یا گاو ساخته می‌شوند و بیوپروتز نامیده می‌شوند. ممکن است با گذشت زمان دچار تخریب شده و نیازمند جایگزین باشند. اما حسن این دریچه آنست که نیازمند مصرف طولانی مدت وارفارین نمی‌باشند.

## حاملگی
پزشکان به برخی افراد دچار پرولاپس میترال سفارش می‌کنند قبل از اعمال جراحی روی دندان یا جراحی‌های خاص برای جلوگیری از اندوکاردیت آنتی‌بیوتیک مصرف نمایند. بر اساس دستورالعمل انجمن قلب آمریکا اغلب افراد مبتلا به شلی دریچه میترال یا نارسائی میترال نیازمند مصرف آنتی‌بیوتیک نیستند.
اکثر زنان حامله که دارای پرولاپس دریچه میترال هستند، یک زایمان موفق و بدون عارضه را سپری می‌کنند. اگرچه بعضی پزشکان در صورتی که ریسک عفونت دریچه در حین زایمان بالا باشد، به بیماران آنتی‌بیوتیک تجویز می‌کنند.